# Schloss Gutenbrunnen
Koordinaten: 49° 16′ 39,2″ N, 7° 18′ 7,2″ O
Schloss Gutenbrunnen (eigentlich Schloss Louisenthal) ist ein Schlossbau aus dem Jahr 1723. Schloss und Hof Gutenbrunnen liegen im Ortsgebiet von Wörschweiler, das zur Stadt Homburg im Saarland gehört.

## Lage
Schloss Gutenbrunnen liegt im Gutenbrunner Tal, einem kleinen Seitental der Blies, das zwischen Wörschweiler und Bierbach von der „Pfalzstraße“ L 111 abzweigt. Nördlich des Tals liegt auf dem „Klosterberg“ die Ruine des Klosters Wörschweiler.

## Die Heilquelle
Unter Herzog Johann II. von Pfalz-Zweibrücken-Veldenz wurde 1624 im Gutenbrunner Tal eine Heilquelle entdeckt. Die von Dr. Le Pipre und Michel Judex untersuchte Quelle wurde in den Wirren des Dreißigjährigen Kriegs schnell vergessen.
Im Jahre 1671 kam der Gutenbrunnen wieder ins Gespräch. Von weither kamen Leute, um durch das Wasser Heilung zu erfahren. Dr. Welcker in Zweibrücken wurde beauftragt, das Wasser zu untersuchen in seinen Bestandteilen und Heilkräften. Er fand nach „fleißiger und öfterer Untersuchung, daß es Sulphur (Schwefel), Ferrum (Eisen), Nitrum (Laugensalz), Vitriolum und Salfixum (Salz) mit sich führe und fast alle inneren und äußeren Krankheiten heile“. Herzog Friedrich Ludwig gab nach den Untersuchungen Welckers die Anordnung: „Es solle auf Gutenbrunnen gehalten werden wie zu Wiesbaden und Schwalbach.“ Der Gutenbrunnen war 1671 ohne Fassung, sein Wasser stand zu jedermanns freier Verfügung. Im Winter 1671/72 entstanden Pläne für einen ersten Ausbau der Brunnenanlage. Hölzerne Baracken für die Badegäste wurden angefertigt und ein Brunnenmeister angestellt, der jedoch seine Stellung vor der Zeit wieder aufgab, weil sein Einkommen zu gering war. Auch wurde der Wunsch laut, dass Gebete oder Predigten am Brunnen abgehalten würden.
Im Jahre 1712 zeigte Ägidius Sartorius, ein Badehausbesitzer aus Wiesbaden, großes Interesse am Gutenbrunnen. Er erstellte Pläne für einen Kurhausbau nach dem Vorbild von Schlangenbad. Er erwarb den Schwarzenacker Hof und Gutenbrunn mit 70 Morgen Wiesen und 170 Morgen Ackerland und ließ die Fundamente für das neue Badehaus einige Schuh hoch bis über die Erde aufbringen. Nachdem sein Geld verausgabt war, machte er sich aus dem Staub. Auch die zwei nachfolgenden Besitzer konnten den Bau nicht zu Ende führen.
Um das Bad wurde es danach still und die Heilquelle ist versiegt. Vom 25. August 1722 gibt es nochmals eine Erwähnung des Gutenbrunnenwassers. Der Wirt Calmus gab eine Anzeige auf, dass er alle Tage mit frischem Wasser aus „der wahren Quelle“ käme und den Krug Wasser zu 6 Pfennig abgebe.

## Geschichte des Schlosses

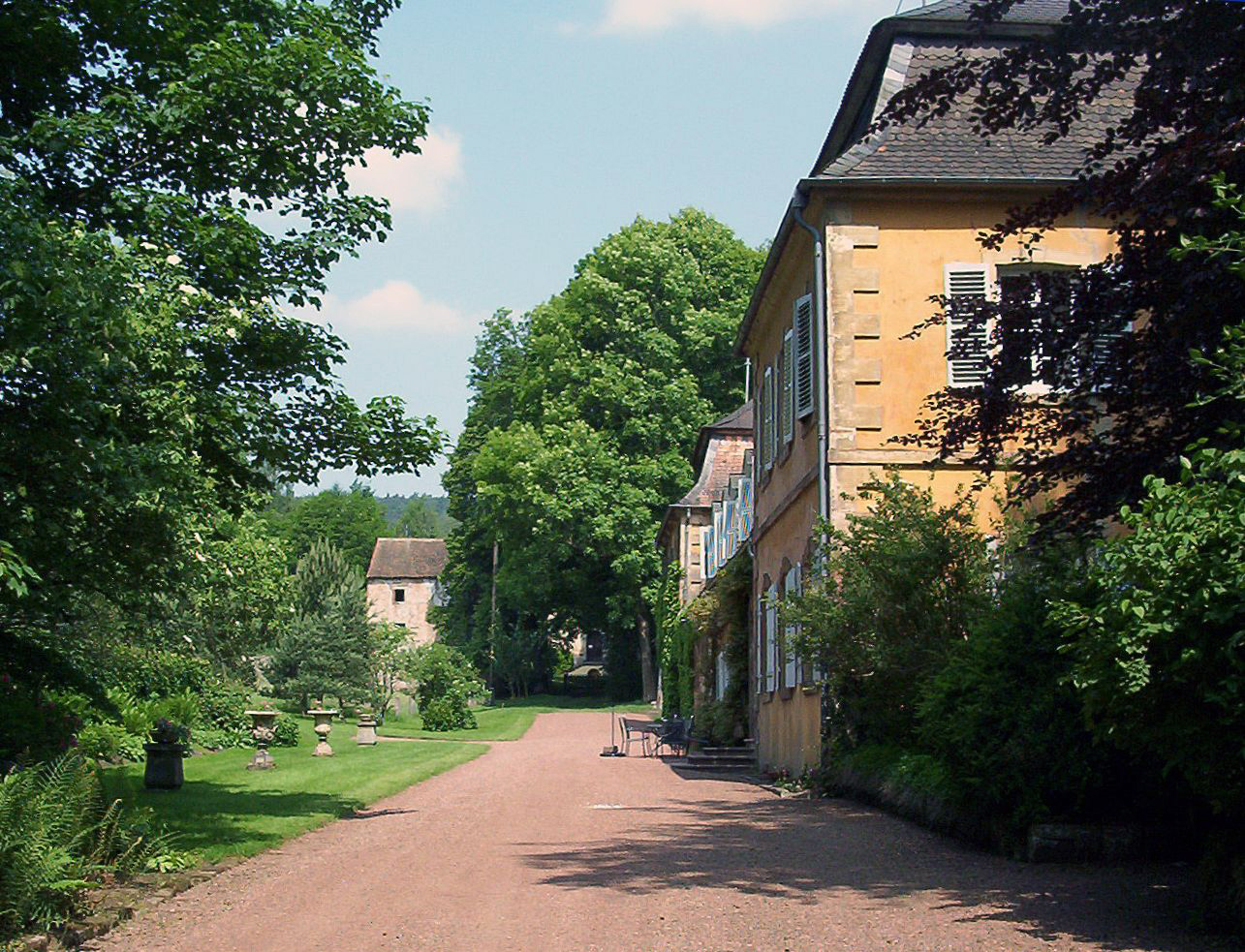
Erhaltener Rest des Schlosses

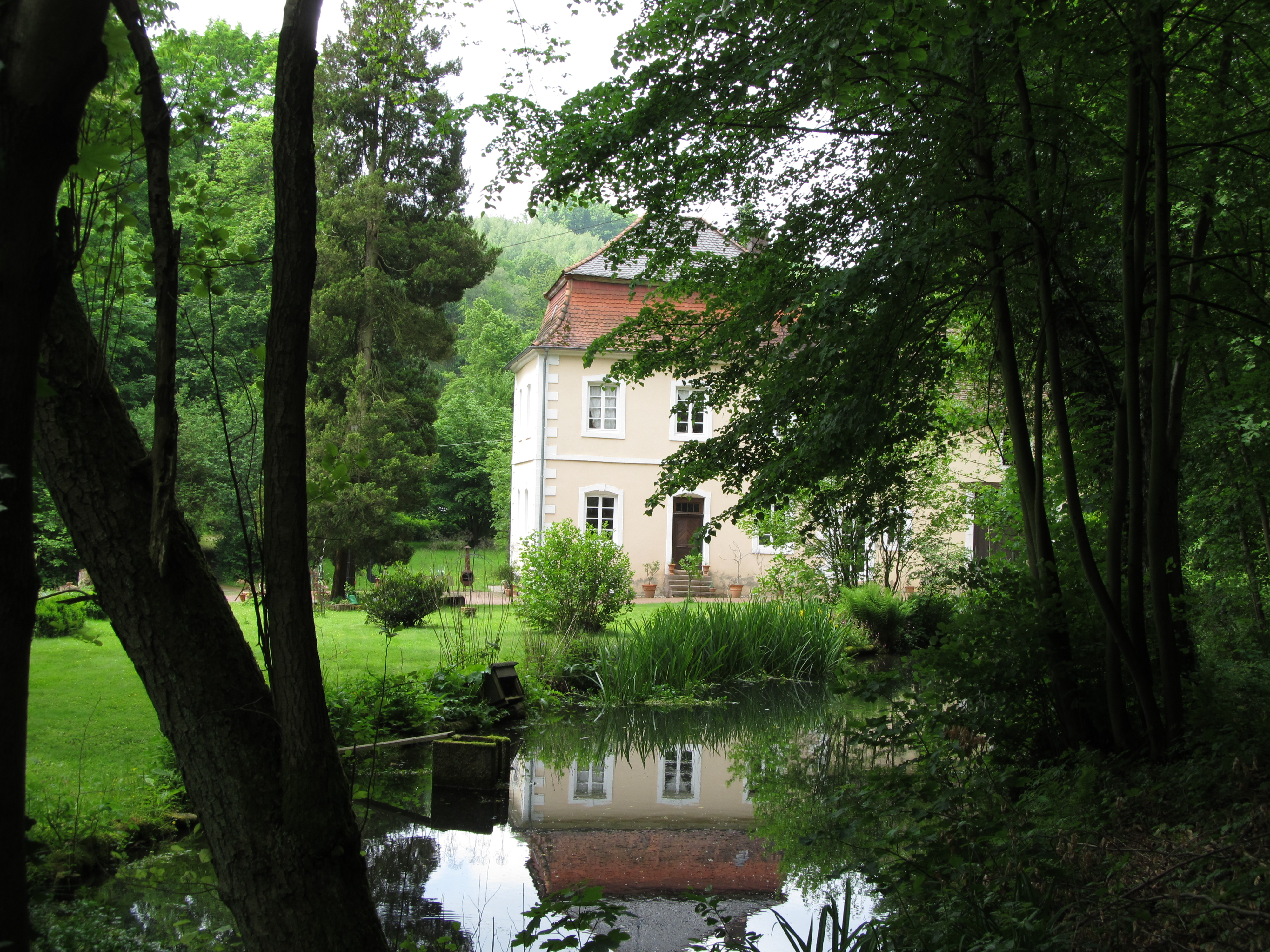
Teilansicht des Schlossrestes

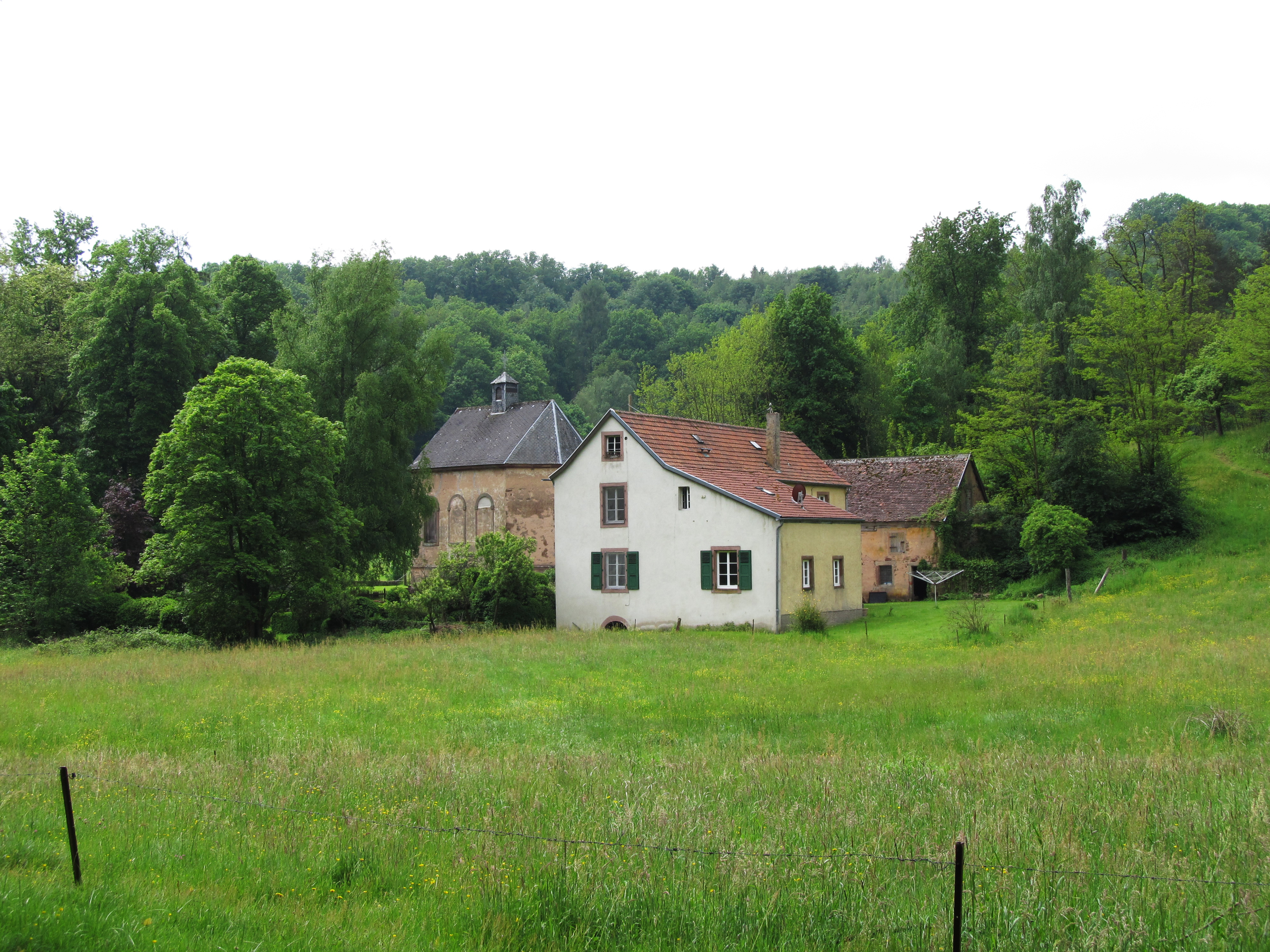
Wirtschaftsgebäude und Kapelle

Herzog Gustav Samuel Leopold von Pfalz-Zweibrücken errichtete ab 1723 im Gutenbrunnental das Schlösschen Luisenthal mit Schlosskapelle. Am 13. Mai 1723 heiratete er morganatisch Luise Dorothea, Gräfin von Hoffmann (1700–1745), die Tochter des Erbbeständers des Gutenbrunnens und Jägermeisters Johann Heinrich Hoffmann. Ihr schenkte er den ganzen Wörschweiler Bann als Morgengabe: „… den Gutenbrunn und Schwarzenackerhof nebst der dabei gelegenen Schweizerei und Molkerei, wie auch die Ziegel- und Glashütte nicht nur ad dies vitae [auf Lebenszeit], sondern das Erbbestandsrecht mit der Auflage, daß zur Subsistenz eines katholischen Priesters, welcher die von uns auf dem Gutenbrunn zu Ehren der heiligen Walburgis neu erbauten Kapelle bedienen möchte, 100 Gulden jeden Jahres entrichten solle, damit wenigstens 3-mal jede Woche die heilige Messe da gelesen werden möge“.
Die Kapelle, die der heiligen Walpurgis geweiht ist, wurde 1725 errichtet. Ihr Grundstein stammt vom 27. April 1724. Von 1786 bis 1798 war sie das Gotteshaus einer selbständigen katholischen Kirchengemeinde, zu der die Siedlungen Schwarzenbach, Schwarzenacker, Einöd und Ingweiler sowie Webenheim, Mimbach, Bierbach, Kirkel, Neuhäusel, Eschweilerhof, Abstäberhof, Bliesberger- und Audenkellerhof gehörten.
Durch französische Revolutionstruppen wurde 1793 das Schloss größtenteils zerstört: Der Zentralbau wurde 1802 abgerissen, nur die Kapelle und ein Seitenflügel des Schlosses blieben erhalten.
Seit 1827 sind Schloss und Hof Gutenbrunnen im Besitz der Familie Lilier.

## Beschreibung
Das Schloss ist nur noch teilweise erhalten. Es befindet sich in Privatbesitz und kann nicht besichtigt werden. Die ursprünglichen Anlage wurde 1723/25 von Charles (Jean?) François Duchesnois erbaut, der in den Jahren 1725 bis 1731 den Baumeister Jonas Erikson Sundahl an der herzoglichen Bauverwaltung von Pfalz-Zweibrücken vertrat. Von den Bauten aus dieser Zeit sind bis heute erhalten:
- die barocke Walpurgiskapelle
- der westliche Wirtschaftsflügel des Schlosses mit Gewölbekeller, Wirtschaftsgebäude mit Marställen und Bedienstetenwohnungen, heute „Herrenhaus“ des Hofs
- der östliche Wirtschaftsflügel des Schlosses, Kopfpavillon und die südliche Hälfte des Mitteltraktes, Wirtschaftsgebäude mit Marställen und Bedienstetenwohnungen

Weiterhin befinden sich auf dem Hof Bauten und Anlagen, die teilweise aus der zweiten Hälfte des 18. Jahrhunderts stammen:
- die sogenannte „Alte Brauerei“, Brennhaus des Gutenbrunner Hofes mit Gewölbekeller
- Wirtschaftsgebäude, Schmiede, Unterstellhalle, Stall
- Böschungsmauer, Hangabstützungsmauer, Wandnischenbrunnen, Brunnenstube, Trog

sowie ein englischer Park mit Weiher, Weiherinsel, Eisengussstatue, Umgrenzungsmauer mit Eckpfosten und Eisengitter.
Das gesamte Gebäudeensemble „Schloss und Hof Gutenbrunn“ ist als Baudenkmal geschützt.

## Porzellanmanufaktur und Papiermühle
Von 1765 bis 1767 war in Gutenbrunnen die Porzellanmanufaktur der Zweibrücker Herzöge untergebracht. 1767 verlegte man die Manufaktur nach Zweibrücken, wo sie bis zum Tode Christians IV. 1775 weitergeführt wurde. Das Porzellan erhielt den Aufdruck P. Z. (Pfalz Zweibrücken). Eines der Produkte aus Gutenbrunnen ist im Metropolitan Museum of Art in New York ausgestellt. Von der Firma Villeroy & Boch wurden Nachbildungen einzelner Teile dieses feinen Porzellangeschirrs als Replik gefertigt.
Zu dem Besitz des Schlosses Gutenbrunnen gehörte eine Mühle an der Blies, die später zu einer Papiermühle und Pappdosen-Manufaktur umgestaltet wurde. 1793 wurde die Manufaktur als Teil des Besitzes von Schloss Gutenbrunnen beschlagnahmt und zum französischen Nationalgut erklärt. Das gesamte Anwesen wurde versteigert. Im Dezember 1854 kaufte Peter (III.) Adt die Papiermühle vom Gutsbesitzer Georg Lilier und gestaltete sie 1867 zur Fabrik um. Die Fabrik war bis 1948 in Betrieb.

## Trivia
Der Wörschweiler Maler und Zeichner Karl Hussong (1892–1966) lebte bis 1939 auf Gutenbrunnen. Er selbst bezeichnete sich mit viel Selbstironie als „Maler und Landstreicher“.